# Marc Thiessen
Marc Alexander Thiessen (nacido el 13 de enero de 1967) es un escritor conservador estadounidense. Thiessen redactó los discursos del presidente George W. Bush de 2007 a 2009 y del secretario de Defensa Donald Rumsfeld de 2001 a 2006. Es también columnista semanal de The Washington Post.
En 2010 publicó el libro Courting Disaster: How the CIA Kept America Safe and How Barack Obama Is Inviting the Next Attack, en el que defendía el uso de la técnica de tortura submarino durante la administración de George W. Bush, argumentando que no era tortura. También escribió que el rechazo de la tortura por parte de la administración Obama podría provocar muertes estadounidenses.

## Primeros años y educación
Thiessen nació el 13 de enero de 1967. Creció en el Upper East Side de Manhattan, donde sus padres eran médicos y «tipos demócratas liberales de centroizquierda». Su madre creció en Polonia y luchó siendo adolescente en el Alzamiento de Varsovia, lucha militar en la que murió su abuelo.
Thiessen se graduó de la Escuela Taft (1985), una escuela preparatoria privada en Watertown, Connecticut. Obtuvo una licenciatura en Artes de Vassar College en 1989 y completó estudios de posgrado en el Naval War College.

## Carrera

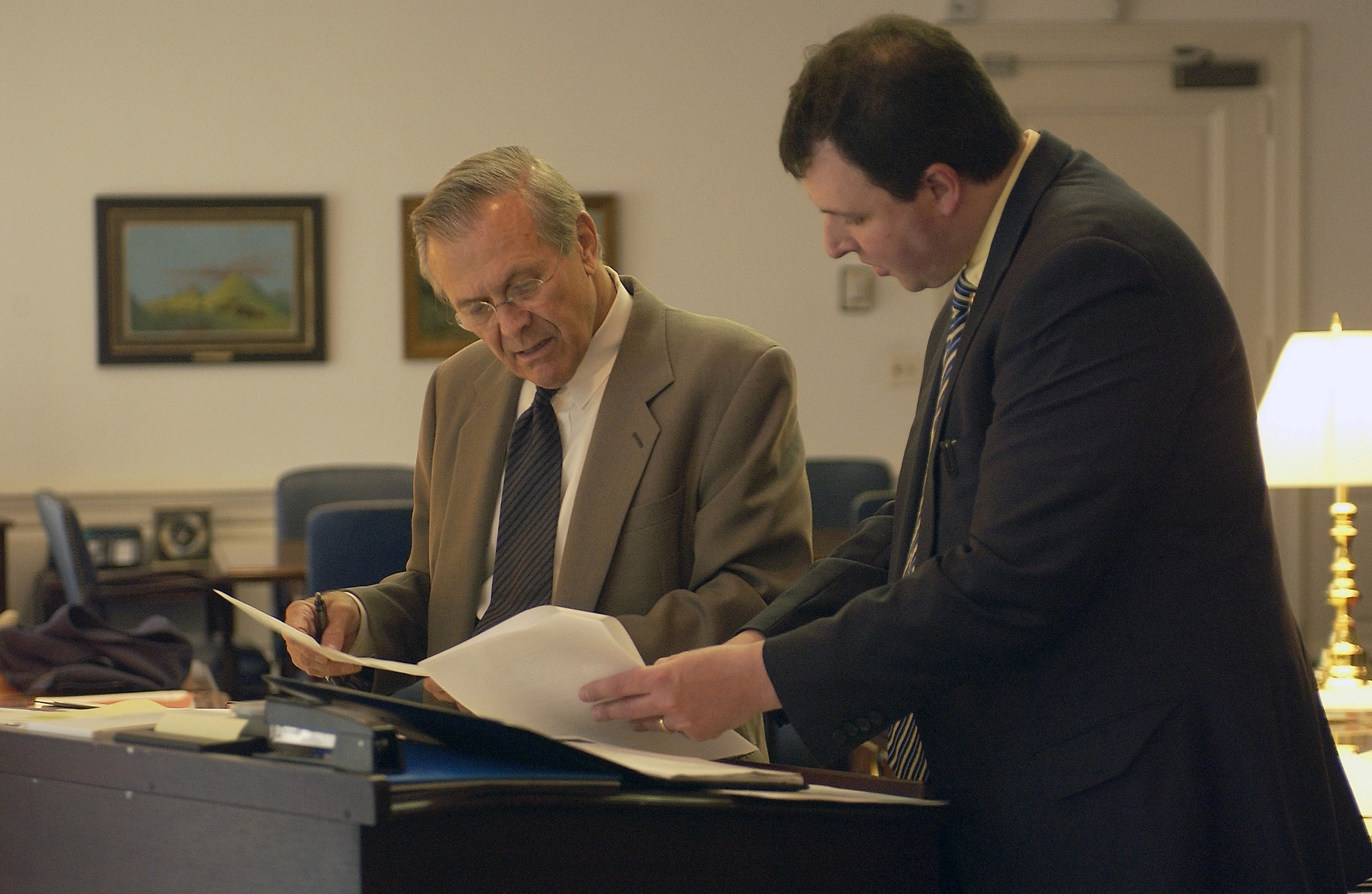
Thiessen con el secretario de Defensa Donald Rumsfeld en 2003.

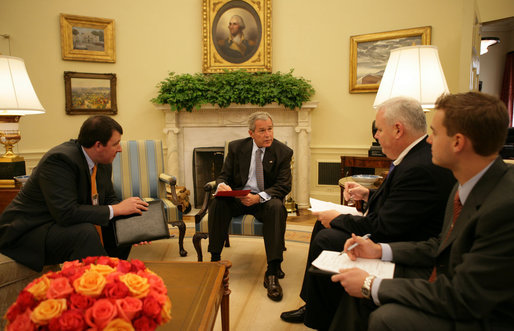
Thiessen con el presidente George W. Bush, William McGurn y Christopher Michel en 2007.

Después de graduarse de la universidad, Thiessen se mudó a Washington D. C., donde trabajó durante muchos años, comenzando en la firma de lobby Black, Manafort, Stone and Kelly (BMSK) de 1989 a 1993. BMSK se destaca porque dos de los fundadores y socios conocidos, Paul Manafort y Roger Stone, fueron condenados por delitos graves durante la presidencia de Donald Trump (Manafort fue declarado culpable de 8 cargos y procesado por 10 más, de los cuales admitió culpabilidad, y luego fue acusado de docenas más en Nueva York; Stone fue condenado por 7 delitos graves) pero ambos fueron indultados por Donald Trump, uno de los primeros clientes de la firma.
De 1995 a 2001, trabajó en el Capitolio como portavoz y asesor político principal del presidente del Comité de Relaciones Exteriores del Senado, Jesse Helms (republicano por Carolina del Norte).
Se unió a la administración de George W. Bush como redactor jefe de discursos de Donald Rumsfeld en 2001, y más tarde al equipo de redacción de discursos de Bush en 2004. En febrero de 2008, se convirtió en redactor jefe de discursos cuando William McGurn dimitió.
En marzo de 2009, Thiessen y Peter Schweizer fundaron la empresa de comunicaciones Oval Office Writers LLC.
Desde 2009, Thiessen ha sido miembro visitante de la Hoover Institution. También es miembro residente del American Enterprise Institute.
Thiessen ha sido columnista de The Washington Post desde marzo de 2010. En sus columnas, ha criticado a la administración Obama y se ha pronunciado contra el acuerdo nuclear con Irán. En 2020, defendió la decisión del presidente Donald Trump de asesinar al general iraní Qasem Soleimani, diciendo que era «defensiva, preventiva y legal».
También se desempeña como comentarista de Fox News.

### Libro
El primer libro de Thiessen, Courting Disaster: How the CIA Kept America Safe and How Barack Obama Is Inviting the Next Attack, fue publicado por Regnery Publishing en enero de 2010. En el libro, argumentó que el uso sistemático de técnicas de interrogatorio mejoradas por parte de la CIA era efectivo, legal y moral. El libro fue respaldado por el ex-vicepresidente Dick Cheney, el ex-secretario de Defensa Donald Rumsfeld y el ex-fiscal general Michael Mukasey. Alcanzó el puesto número 9 en la lista de libros de no ficción de tapa dura más vendidos del New York Times en febrero de 2010.
Jane Mayer, autora de The Dark Side, criticó duramente Courting Disaster; en una reseña del libro en The New Yorker, Mayer escribió que el libro de Thiessen estaba «basado en una serie de premisas descuidadas» y era «mejor para transmitir miedo que para transmitir los hechos». En el libro, Thiessen escribe: «En la década anterior a que la CIA comenzara a interrogar a los terroristas capturados, Al Qaeda lanzó repetidos ataques contra Estados Unidos. En los ocho años transcurridos desde que la CIA comenzó a interrogar a los terroristas capturados, Al Qaeda no ha logrado lanzar un solo ataque contra la patria o los intereses estadounidenses en el exterior». Mayer escribió: «Esto no es exactamente una demostración de causalidad de libro de texto», y señaló que la afirmación de Thiessen era falsa de todos modos; Al Qaeda había lanzado numerosos ataques contra estadounidenses desde el inicio del programa de tortura. Mayer terminó su reseña con una crítica a la administración Obama por no convocar una comisión sobre la tortura de la administración Bush, permitiendo así a Thiessen y otros defensores de la tortura blanquear la historia.
El estudio del Comité Selecto del Senado sobre el Programa de detención e interrogatorio de la Agencia Central de Inteligencia de 6700 páginas encontró que el programa de técnicas de interrogatorio mejoradas de la CIA no era un método eficaz para recopilar información de inteligencia. El informe fue aprobado con siete demócratas, un independiente y un republicano votando a favor, y seis republicanos votando en contra.
Un exinterrogador militar seudónimo y autor de How to Break a Terrorist, que escribe para Slate, caracterizó el libro de Thiessen como «una defensa literaria de los criminales de guerra»  y criticó a Thiessen por confiar únicamente en las opiniones de los interrogadores de la CIA.

## Vida personal
Thiessen vive en Alexandria, Virginia, con su esposa Pamela, quien es directora de personal del Comité de Política Republicana del Senado de los Estados Unidos. Tienen cuatro hijos. Él es católico.